# Іван Радованович
Іван Радованович (серб. Иван Радовановић/Ivan Radovanović, нар. 29 серпня 1988, Белград) — сербський футболіст, півзахисник клубу «Єдинство» (Уб). Грав за національну збірну Сербії.

## Клубна кар'єра
Народився 29 серпня 1988 року в місті Белград. Вихованець юнацької команди місцевого «Партизана». У дорослому футболі дебютував 2007 року виступами за команду «Смедерево».
На початку 2008 року молодого півзахисника до своїх лав запросила італійська «Аталанта», у структурі якої приєднався до молодіжної команди. Влітку того ж року для отримання ігрової практики був відданий в оренду до друголігової «Пізи».
2009 року повернувся до «Аталанта», де дебютував в іграх її основної команди і взяв протягом сезону участь у 12 матчах чемпіонату, утім, не зумівши допомогти їй зберегти місце в Серії A.
Сезон 2010/11 розпочинав у «Аталанті» у другому дивізіоні, однак невдовзі був відданий в оренду до вищолігової «Болоньї». Згодом сезон 2011/12 відіграв також у найвищому італійському дивізіоні за «Новару».
2012 року повернувся до «Аталанти», однак знову не став гравцем її основного складу і влітку наступного року за 1,5 мільйона євро перейшов до «К'єво». У цій веронській команді протягом наступних п'яти з половиною років був основним гравцем півзахисту, провівши за цей час 176 ігор у різних турнірах.
31 січня 2019 року уклав контракт з «Дженоа», в лавах якого провів наступні три роки своєї ігрової кар'єри. У січні 2022 року уклав дворічну угоду з черговим представником італійського футболу, «Салернітаною». У її складі був здебільшого резервным гравцем, а в лютому 2023 року клуб і гравець погодилися на передчасне припинення співпраці.
У липні 2023 року досвідчений півзахисник знайшов варіант подовження кар'єри, уклавши однорічний контракт з клубом «Єдинство» (Уб), представником другого сербського дивізіону.

## Виступи за збірні
2007 року дебютував у складі юнацької збірної Сербії (U-19), загалом на юнацькому рівні взяв участь у 6 іграх.
Протягом 2007—2010 років залучався до складу молодіжної збірної Сербії. На молодіжному рівні зіграв у 12 офіційних матчах.
Наприкінці 2010 року дебютував в офіційних матчах у складі національної збірної Сербії. Свою другу гру за національну команду провів лише навесні 2012 року, після чого досить регулярно викликався до її лав, провівши до кінця 2013 року загалом десять ігор у її складі.
| Дата       | Місто    | Господарі | Результат | Гості  | Турнір            | Голи | Примітки |
| ---------- | -------- | --------- | --------- | ------ | ----------------- | ---- | -------- |
| 17-11-2010 | Софія    | Болгарія  | 0 – 1     | Сербія | товариський матч  | -    | 46' 54'  |
| 26-5-2012  | Мадрид   | Іспанія   | 2 – 0     | Сербія | товариський матч  | -    | 64'      |
| 31-5-2012  | Реймс    | Франція   | 2 – 0     | Сербія | товариський матч  | -    | 60'      |
| 14-11-2012 | Сантьяго | Чилі      | 1 – 3     | Сербія | товариський матч  | -    | 60'      |
| 6-2-2013   | Нікосія  | Кіпр      | 1 – 3     | Сербія | товариський матч  | -    | 46'      |
| 22-3-2013  | Загреб   | Хорватія  | 2 – 0     | Сербія | Відбір до ЧС 2014 | -    |          |
| 14-8-2013  | Богота   | Колумбія  | 1 – 0     | Сербія | товариський матч  | -    | 61'      |
| 10-9-2013  | Кардіфф  | Уельс     | 0 – 3     | Сербія | Відбір до ЧС 2014 | -    | 67'      |
| 11-10-2013 | Белград  | Сербія    | 2 – 0     | Японія | товариський матч  | -    | 10' 86'  |
| 15-11-2013 | Дубай    | Росія     | 1 – 1     | Сербія | товариський матч  | -    | 46'      |
| Усього     |          | Матчів    | 10        |        | Голів             | 0    |          |